# Volt Países Baixos
Volt Países Baixos (em neerlandês: Volt Nederland) é um partido neerlandês, capítulo nacional do partido pan-europeu Volt Europa.

## História
O Volt Países Baixos foi fundado, em Utreque, a 23 de junho de 2018.
Participou nas eleições europeias de 2019, obtendo 106 004 votos, correspondendo uma percentagem de 1,93%, mas sem conquistar um dos 26 lugares neerlandeses no Parlamento Europeu.
Participou também nas eleições gerais neerlandesas de 2021, com Laurens Dassen a liderar a lista do partido, acabando por ganhar 2,4% dos votos, o seu melhor desempenho nacional em qualquer eleição até à data, e três lugares, marcando a sua primeira entrada numa legislatura nacional.
Concorreu às eleições europeias de 2024 nos Países Baixos com Reinier van Lanschot e Anna Strolenberg como cabeças-de-lista, tendo sido ambos eleitos.

## Resultados eleitorais

### Eleições europeias
| Data | Cabeças-de-lista                      | Votos   | %             | +/- (%) | Deputados | +/-  | Ref.  |
| ---- | ------------------------------------- | ------- | ------------- | ------- | --------- | ---- | ----- |
| 2019 | Reinier van Lanschot                  | 106.004 | 1,93 / 100,00 | Novo    | 0 / 26    | Novo | [ 2 ] |
| 2024 | Reinier van Lanschot Anna Strolenberg |         |               |         | 2 / 29    | 2    |       |

### Eleições provinciais
| Província         | Votes   | %    | Seats    | +/–  |
| ----------------- | ------- | ---- | -------- | ---- |
| Groningen         | 10.927  | 3,80 | 1 / 43   | Novo |
| Frísia            | n/a     | n/a  | 0 / 43   | n/a  |
| Drente            | 7.734   | 2,93 | 1 / 43   | Novo |
| Overissel         | 17.617  | 2,98 | 1 / 47   | Novo |
| Flevolândia       | n/a     | n/a  | 0 / 41   | n/a  |
| Guéldria          | 38.371  | 3,70 | 2 / 55   | Novo |
| Utreque           | 30.032  | 4,60 | 2 / 49   | Novo |
| Holanda do Norte  | 53.448  | 4,50 | 2 / 55   | Novo |
| Holanda do Sul    | 42.652  | 2,87 | 1 / 55   | Novo |
| Zelândia          | n/a     | n/a  | 0 / 39   | n/a  |
| Brabante do Norte | 32.203  | 2,94 | 1 / 55   | Novo |
| Limburgo          | n/a     | n/a  | 0 / 47   | n/a  |
| Total             | 232.984 | 3,00 | 11 / 572 | Novo |